# Reersø (by)
 For alternative betydninger, se Reersø. (Se også artikler, som begynder med Reersø)
Reersø er en havneby med 499 indbyggere  (2024) på halvøen Reersø i Nordvestsjælland. Byen er beliggende i Kirke Helsinge Sogn ved Storebælt mellem Korsør og Kalundborg. Byen ligger i Kalundborg Kommune og tilhører Region Sjælland.
Byen består bl.a. af fredede og bevaringsværdige gårde fra 1700-tallet. Gårdene ligger samlede, som de gjorde i landsbyfællesskabets tid før udflytningen.
Fiskeri hører primært fortiden til, men der foregår i dag lidt bundgarnsfiskeri. Havnen besøges af sejlere, og på havnen ligger en virksomhed, der behandler/forædler burlaks fra Musholm.
Reersø er kendt for sine haleløse katte.
Desuden har Reersø været kendt for Reersø Radio. En HF-modtagerstation der blev benyttet af Lyngby Radio. Det blev besluttet at oprette radiostationen i 1961. Radiostationen blev indviet i 1964. I 2018 blev radiostationen nedlagt og modtageantennerne nedtaget.

## Havn med mole
8. august 2015 fyldte havnen i Reersø 100 år. En skulptur kom på plads,  og en ny mole beskytter havnen, samtidig som den giver mulighed for, at lystbåde med en dybgang indtil 2,5 meter kan anløbe bølgebryderen på begge sider (150 m).  Et dødt elmetræ er omdannet til et kunstværk med motiver fra norrøn mytologi. 

## Etymologi
Navnet Reersø nævnes i 1231 som Rethærsø, udledt af mandsnavnet Rēthar og ø.

## Kultur
Reersø by har et elmetræ som vartegn, og det fremstår i dag som en skulptur udformet med motiver fra nordisk mytologi.
Byen præges af mange fastboende billedkunstnere, der har åbne gallerier i sommertiden.
Den danske forfatter Thorkild Gravlund blev født og levede sit liv i Reersø. I 1926 tog han initiativ til oprettelsen af Reersø Museum, der fortsat ligger i en fredet bygning fra 1700-tallet.

## Galleri
| - Gravlundstenen. Mindesten for Thorkild Gravlund, Skiften, Reersø - Reersø Havn |